# Preacher
Preacher ist eine US-amerikanische Comicserie von Autor Garth Ennis und Zeichner Steve Dillon († 22. Oktober 2016), die sich in die Genre Noir, Western, Horror, Fantasy, Splatter und Satire einordnen lässt.

## Entstehung und Veröffentlichung
Die Originalreihe, die aus einer großen, in sich abgeschlossenen Geschichte besteht, erschien von 1995 bis 2000. Autor und Texter war der Ire Garth Ennis. Ennis hatte zuvor in den USA an Serien wie The Demon und Hellblazer gearbeitet sowie in Großbritannien an Judge Dredd, an letzteren beiden bereits gemeinsam mit Preacher-Zeichner Steve Dillon.
Die Preacher-Hefte erschienen beim DC-Comics-Sublabel Vertigo mit einem Standardumfang von jeweils 22 Seiten, mit Ausnahme der Ausgaben 1, 50 und 66 mit jeweils 40 Seiten. Besondere Beachtung erhielt die Reihe auch aufgrund der Cover-Illustrationen von Glenn Fabry.

## Inhalt
Hauptfiguren des fiktiven, in den USA der Neunziger, in einzelnen Episoden jedoch auch in Europa angesiedelten Preacher-Zyklus sind der ehemalige Prediger Jesse Custer, seine Freundin Tulip sowie der irischstämmige Vampir Cassidy. Eine außerhalb der Erde stattfindende Rebellion von Engeln setzt eine Folge von Ereignissen in Gang, in deren Mittelpunkt die drei aufgeführten Personen eher wider Willen geraten. Ein rätselhaftes Massaker in einer Kirche in Osttexas dient dabei nur als Ausgangspunkt, um die roadmoviehafte Story in Fahrt zu bringen. Grundmotiv ist die physische Suche nach Gott, welcher den Himmel verlassen hat. Gegenspieler in der Geschichte sind diverse Redneck-Sheriffs und FBI-Beamte, der sogenannte „Heilige der Killer“, ein seinen perversen Neigungen frönender Südstaaten-Familienclan, Freaks und Perverse sowie eine unter anderem von Kirchen-Oberen beeinflusste faschistische Organisation, welche die Weltherrschaft auf der Erde anstrebt. Die Reihe sorgt regelmäßig für Diskussionen wegen der religionskritischen Darstellung Gottes als einer Art Oberbösewicht, der hinter allem in der Geschichte dargestelltem Übel steht.

## Deutsche Veröffentlichungen
Bei Edition Comics Speedline erschienen von 1995 14 Paperbacks mit der vollständigen Serie auf Deutsch. Mit der Umbenennung des Verlages in Speed erschien ab 1998 parallel dazu noch einmal die gesamte Serie in Heftform sowie weitere sieben Special-Bände. Sechs dieser Specials wurden ebenfalls in drei weiteren Paperbacks gesammelt. Seit 2007 erscheint eine auf neun Bände angelegte Hardcover-Edition der gesamten Serie inklusive aller Specials bei Panini.

## Serienverfilmung
Ab dem 22. Mai 2016 wurde die Serienverfilmung des Comics auf dem US-amerikanischen Sender AMC ausgestrahlt (in Deutschland via Amazon Video sowie Netflix abrufbar). Die Serie wurde von Sony Pictures produziert, mit Seth Rogen, Evan Goldberg und Sam Catlin als Produzenten. Insgesamt wurden vier Staffeln mit insgesamt 43 Episoden (einschließlich des Pilotfilms) gedreht, bevor die Serie 2019 beendet wurde.